# Station Deulémont
Station Deulémont was een spoorwegstation op het grondgebied van de Franse gemeente Quesnoy-sur-Deûle, maar vlak bij Deûlémont. Het wordt met een beperkte dienstregeling bediend door lijn 5 van de TER-Nord-Pas-de-Calais. met de sluiting van de spoorlijn in 2019 is het station gesloten de treinen werden vervangen door bussen.